# Adiba Jaigirdar
Adiba Jaigirdar (Daca) es una escritora lesbiana musulmana bangladesí-irlandesa.

## Trayectoria
Jaigirdar nació en Daca, Bangladés,luego alternó entre vivir en Arabia Saudita y Bangladés cuando era niña. A los diez años, ella y su familia emigraron a Tullamore, Irlanda. Jaigirdar asistió a una escuela católica para niñas.Tiene una Licenciatura en Inglés e Historia de la Universidad Colegio Dublín, así como una Maestría en Estudios Postcoloniales de la Universidad de Kent. Desde entonces, se ha quedado a vivir en la región de Dublín.
Durante gran parte de su vida  se ha encontrado entre unas pocas personas de color, una experiencia que ha dado forma a su escritura. Jaigirdar se identifica como una mujer musulmana queer de color. Al igual que los personajes de su novela Hani and Ishu's Guide to Fake Dating, a Jaigirdar «le han dicho que partes de su identidad anulan a otras y no podrían existir en la misma persona». Sus escritos ahora están inspirados en su historia y con la esperanza de que los jóvenes musulmanes de color puedan abrazar sus identidades queer.
Jaigirdar ha escrito sobre personas como ella y ha declarado: «Mi existencia misma es política, por lo que las cosas que escribo también serán vistas como intrínsecamente políticas». Además de escribir novelas para adultos jóvenes, Jaigirdar ha escrito para Book Riot. También enseña inglés como lengua extranjera a inmigrantes recién llegados a Irlanda.
The Henna Wars se publicó el 12 de mayo de 2020 en los Estados Unidos y en octubre de 2021 en el Reino Unido. El libro sigue a Nishat, una adolescente bangladesí que se declara lesbiana mientras estaba en la escuela secundaria. La novela trata varios temas, incluidos el racismo, la homofobia, la islamofobia y la mayoría de edad. La intersección entre la identidad cultural de Nishat y su identidad sexual son el tema central de la novela. Lana Barnes de Shelf Awareness describió la lucha de Nishat como "la dicotomía de querer romper con las limitaciones de la tradición y al mismo tiempo mantener fuertes vínculos con la cultura y las creencias".

## Reconocimientos
The Henna Wars ha recibido críticas generalmente positivas, incluidas críticas destacadas de Kirkus Reviews y Shelf Awareness. La revista Time incluyó The Henna Wars en su lista de los 100 mejores libros para adultos jóvenes de todos los tiempos, junto con novelas como Mujercitas, El señor de las moscas y El guardián entre el centeno. Fue catalogado como uno de los mejores libros para adultos jóvenes de 2020 y 2021 por Teen Vogue, American Library Association, The Irish Times, Autostraddle y NPR.

## Publicaciones
- Las guerras de la henna (2020)
- Guía de Hani e Ishu sobre citas falsas (2021)
- Un millón a uno (2022)
- Los dos y los donuts del amor (2023)
- Cuatro Eids y un funeral (2024)
- Rani Choudhury debe morir (2024)

### Contribuciones de antología
- 200 CCS: Año uno (2017)
- Impulso (2018)
- Mantén la fe (2019)
- Aliados: charla real sobre presentarse, equivocarse y volver a intentarlo, editado por Dana Alison Levy (2021)